# Ploutocratie
La ploutocratie (du grec ploutos : dieu de la richesse et kratos : pouvoir) consiste en un système de gouvernement où la richesse constitue la base principale du pouvoir politique.

## Définition
Le terme est directement inspiré d'une pièce d'Aristophane dont le titre est Ploutos (388 av. J.-C.) mettant en scène le dieu grec du même nom rendu aveugle par Zeus par jalousie, et auquel les personnages vont « rendre la vue » afin qu'il distribue plus équitablement les richesses. Cette œuvre fait partie de la critique satirique de l'auteur à l'égard des responsables politiques grecs de l'époque.
Par extension, la ploutocratie se dit d'un régime politique où les plus riches sont au pouvoir ; cette dégénérescence du régime oligarchique choisit les responsables politiques chargés de la gestion des affaires de la cité sur le seul critère de leur richesse.
Aujourd'hui, ce terme est utilisé pour dénoncer les dérives des systèmes représentatifs où les groupes de pression (souvent associés aux entreprises multinationales) influencent fortement les textes de lois.

## Régimes similaires et différences
La ploutocratie ne doit pas être assimilée aux systèmes politiques dans lesquels l’exercice de la citoyenneté est lié à une richesse minimale. La nécessité de jouir d'une richesse minimale est imposée par la croyance que les plus fortunés ont plus d’intérêt pour que la collectivité soit en évolution et ont la possibilité d’acquérir du matériel militaire, pour défendre et étendre la cité. Dans les différents systèmes politiques des cités antiques, en effet, les citoyens étaient très souvent les soldats, et devaient s’équiper eux-mêmes, à leurs frais : les citoyens étaient ceux qui pouvaient le faire, avec parfois un privilège politique pour ceux qui étaient capables de s’offrir un cheval comme les chevaliers romains. Cependant, ces systèmes politiques avaient un minimum assez bas pour garantir une armée assez nombreuse, ce qui ne permet pas de les qualifier de ploutocraties.
Les suffrages censitaires, c’est-à-dire exigeant une contribution minimale aux finances publiques, sont très fréquents dans l’Histoire. Par exemple, de tels systèmes existèrent à Rome : le cens ou sous la restauration en France : l'impôt appelé le cens. Ces systèmes ne sont pas ploutocratiques, car le plus souvent seules les contributions directes (généralement à base foncière) étaient comptées, au contraire des contributions indirectes (souvent à base commerciale) ; de ce fait, les plus riches, souvent des commerçants, n’appartenaient pas forcément à la base politique.

## Exemples récents
Depuis l'élection de Donald Trump à la présidence des États-Unis en 2016, de nombreux médias, comme Le Monde, et analystes politiques, tel Robert O. Paxton, ont décrit le gouvernement américain comme « ploutocratique ». La somme des fortunes personnelles des membres de l'administration Trump est en effet estimée à plus de 10 milliards de dollars,,,,.
Noam Chomsky considère cependant que les Etats-Unis étaient déjà une ploutocratie aux allures de démocratie avant même l'élection de Trump.
Depuis l'élection d'Emmanuel Macron à la présidence de la France en 2017, des médias comme Médiapart, et des économistes, telle Julia Cagé, ancienne responsable du « pôle économie » de la campagne présidentielle de Benoît Hamon, ont décrit le gouvernement français comme « ploutocratique », affirmant que les règles actuelles de financement des partis politiques favorisent les préférences politiques des plus riches.
Selon diverses sources, la fortune de Vladimir Poutine, président de la Russie serait estimée entre 40 et 200 milliards de dollars, ce qui ferait de lui le dirigeant le plus riche du monde.